# Aruna Asaf Ali

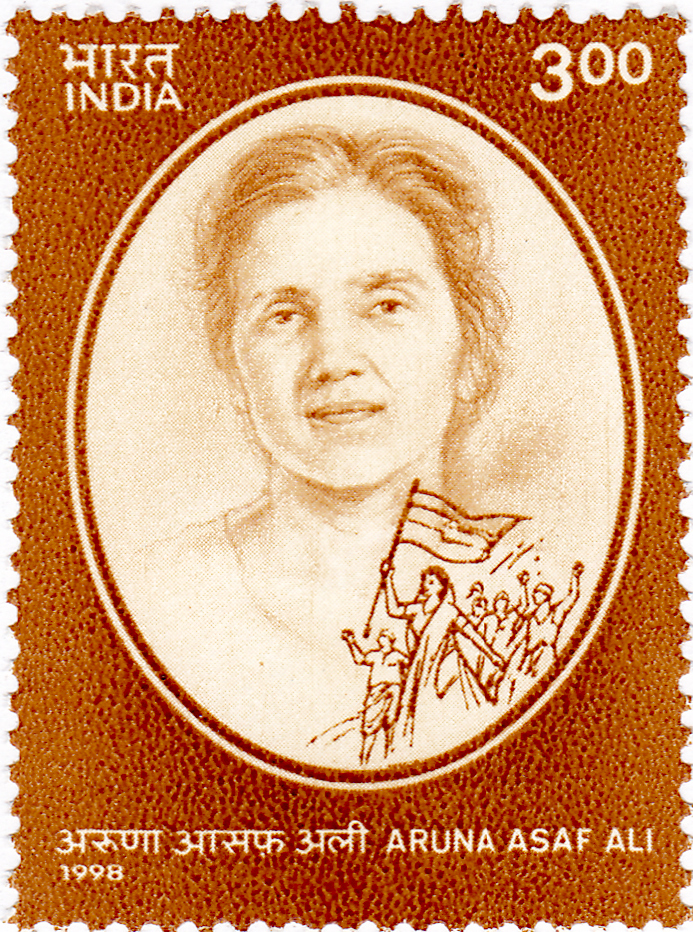
Asaf Ali auf einer indischen Briefmarke im Jahr 1998.

Aruna Asaf Ali (gebürtig Aruna Ganguli; * 16. Juli 1909 in Kalka; † 29. Juli 1996 in Neu-Delhi) war eine indische Freiheitskämpferin. Sie erlangte weite Bekanntheit durch das Hissen der Flagge des Indischen Nationalkongresses im Park Gowalia Tank in Bombay (dem heutigen Mumbai) während der Quit-India-Bewegung (1942).

## Leben
Aruna wurde in eine bengalische Brahmo-Samaj-Familie geboren und arbeitete zunächst als Lehrerin in Kalkutta. Im Jahr 1928 heiratete sie den wesentlich älteren Muslim Asaf Ali. Sie wurde aktives Mitglied des Indischen Nationalkongresses. Politische Aktivitäten in Zusammenhang mit dem Salzmarsch brachten sie ins Gefängnis.
Im Jahr 1942 hisste sie die Flagge des Indischen Nationalkongresses im Park Gowalia Tank in Bombay (dem heutigen Mumbai) im Zuge der Bewegung Quit India. Später tauchte sie in den Untergrund ab. Auch war sie in verschiedenen sozialistischen Parteigruppierungen tätig. Im Jahr 1958 wurde sie zur ersten Bürgermeisterin in Delhi gewählt. In dieser Zeit arbeitete und lebte sie eng mit Edatata Narayanan zusammen und brachte verschiedene Publikationen heraus. Obgleich sie 1964 wieder in den Nationalkongress eintrat, blieb sie fortan der aktiven Politik fern.
Aruna erhielt 1997 postum die Auszeichnung Bharat Ratna.